# Joachim Häger
Joachim Häger (* 11. Juni 1944 in Litzmannstadt; † 14. Juni 2008 in Berlin) war von 1989 bis zu seinem Lebensende Richter am Bundesgerichtshof.
Nach Abschluss seiner juristischen Ausbildung und einer mehrjährigen Tätigkeit als wissenschaftlicher Assistent trat er 1977 in den Justizdienst des Landes Berlins ein. 1979 wurde er zum Richter am Landgericht Berlin ernannt und von dort 1981–1985 als wissenschaftlicher Mitarbeiter an den Bundesgerichtshof abgeordnet. 1985 wurde er Richter am Kammergericht und 1986 Vorsitzender Richter am Landgericht Berlin. 1989 erfolgte die Ernennung zum Richter am Bundesgerichtshof. Joachim Häger gehörte dort ununterbrochen dem 5. Strafsenat an, zuletzt als stellvertretender Vorsitzender. Er war zudem Mitglied und stellvertretender Vorsitzender des Senats für Wirtschaftsprüfersachen und des Senats für Steuerberater- und Steuerbevollmächtigtensachen.
Joachim Häger war Mitglied des Großen Senats für Strafsachen und auch Mitglied des Gemeinsamen Senats der obersten Gerichtshöfe des Bundes. Von 1999 bis 2006 war er Mitglied des Präsidiums des Bundesgerichtshofs. Joachim Häger war über Jahrzehnte hinweg auch Lehrbeauftragter am Fachbereich Rechtswissenschaft der Freien Universität Berlin. Er veröffentlichte zum Beispiel als Kommentator der §§ 36–43a StGB im Leipziger Kommentar.